# Trung tâm Làng Văn
Trung tâm Làng Văn là một trung tâm sản xuất và phát hành băng đĩa nhạc lâu đời có trụ sở tại Hoa Kỳ và Việt Nam.

## Lịch sử
Trung tâm Làng Văn được sáng lập vào năm 1982.
Là một trung tâm băng nhạc lâu đời tại hải ngoại, Làng Văn đã sản xuất và phát hành các chương trình video nổi tiếng như Thế Giới Nghệ Thuật, Duyên Dáng Việt Nam cùng với các CD riêng (gọi tắt là LVCD). Thời kì đầu, Làng Văn đã tạo nên dấu ấn riêng khi trực tiếp sản xuất, thu âm và phát hành CD cho các ca sĩ Việt Nam nổi tiếng như Chế Linh, Duy Khánh, Hương Lan, Giao Linh, Tuấn Vũ, Elvis Phương,... Tính tới năm 2014, Trung tâm Làng Văn giữ bản quyền gần 12000 bản nhạc, 6500 video ca nhạc.
Chi nhánh tại Thành phố Hồ Chí Minh lấy tên thương mại là Trung tâm băng nhạc Lạc Vũ do Trần Tuệ làm giám đốc điều hành. Một vinh dự của chi nhánh này là được chọn làm đơn vị ghi hình trực tiếp chương trình Duyên Dáng Việt Nam (kỳ 15, 16, 17 và 18).
Năm 1993, Làng Văn phát hành phim Mùi đu đủ xanh của đạo diễn Trần Anh Hùng đoạt Giải thưởng Hàn lâm cho phim của các nước nói tiếng Pháp hay nhất.
Từ năm 2000 đến nay, Làng Văn đã lần lượt mua lại những trung tâm khác. Bao gồm:
- Anh Thư Productions
- Bé Ngoan
- Bích Thu Vân Productions
- Biển Tình Productions
- BTB Productions
- Ca Dao Productions
- Cali Music
- Con Cò Bé Bé
- Doremi Productions
- Dream Musical Productions
- EP Productions (Elvis Phuong)
- Hoàng Yến Productions
- Hương Xưa Productions
- Giao Linh Productions
- K Entertainment
- L&T Productions
- Lưu Hồng Entreprises
- Mai Khanh Productions
- Mai Ngọc Khánh Productions
- Mimosa Productions
- Newcastle Productions
- Ngọc Minh Productions
- Người Đẹp Bình Dương
- Nguồn Sống
- Nhã Ca Productions
- Nhật Trường Productions
- PGP
- Phượng Hoàng
- Phượng Nga
- Quê Mẹ
- Quỳnh Dao
- Shotguns
- Sĩ Phú Productions
- Sơn Ca
- Sơn Tuyền Entreprise
- Thanh Lan Productions
- Thanh Lan (ca sĩ) Productions
- Thanh Mai
- Thanh Thúy Productions
- Thanh Tuyền Nhạc Tuyển
- Thúy Anh Productions
- Tóc Mây Productions
- Trung Tâm Trường Hải
- Trường Sơn Duy Khánh
- Tú Phương
- Tú Quỳnh Productions
- World Productions
- Yêu Productions

Năm 2012, Làng Văn bắt đầu phát hành các album nhạc số (mã là LVDCD):
- LVDCD001 Thanh Sơn Tình Sử 1
- LVDCD002 Thanh Sơn Tình Sử 2
- LVDCD003 Đêm Tàn - Wowy
- LVDCD004 Đi Bụi - Nah
- LVDCD005 Lão Đại - Wowy

Năm 2015, Làng Văn phát hành sản phẩm cuối cùng là Album Trở Về Mái Nhà Xưa của ca sĩ Thiên Phượng (phát hành dưới dạng đĩa than và CD)

## Nghệ sĩ hợp tác
- Anh Chương (Thanh Toàn hoặc Nhật Chương)
- Anh Thư
- Băng Châu
- Bùi Thiện
- Cẩm Ly
- Carol Kim
- Chí Tâm
- Chí Tài Brothers
- Chế Linh
- Công Thành & Lynn
- Dalena
- Dạ Nhật Yến
- Dương Ngọc Thái
- Duy Khánh
- Duy Quang
- Đình Thông
- Elvis Phương
- Giáng Thu
- Giao Linh
- Henry Chúc
- Họa Mi
- Hoài Nam
- Hùng Cường
- Huy Sinh
- Hương Lan
- Julie Quang
- Khánh Hà
- Khánh Ly
- Kiều Nga
- Kim Anh
- Lâm Hùng
- Lệ Thu
- Lilian
- Lưu Hồng
- Lynda Trang Đài
- Mai Lệ Huyền
- Mai Quốc Huy
- Mạnh Đình
- Mỹ Huyền
- Ngọc Bích
- Ngọc Lan
- Ngọc Minh
- Nguyễn Hưng
- Nhật Trường
- Như Mai
- Phi Nhung
- Phương Dung
- Phương Lam (Khánh Lâm)
- Phương Loan
- Phượng Mai
- Quang Bình
- Quốc Anh
- Quốc Đại
- Quốc Sĩ & The Magic band
- Sĩ Phú
- Sơn Ca
- Sơn Tuyền
- Tấn Phát
- Thái Châu
- Thanh Hà
- Thanh Lam
- Thanh Lan
- Thanh Mai
- Thanh Phong
- Thanh Thúy
- Thanh Tuyền
- Thiên Trang
- Thụy Du
- Thúy Vi
- Trang Thanh Lan
- Trung Hành
- Tuấn Anh
- Tuấn Đức
- Tuấn Ngọc
- Tuấn Vũ
- Vũ Khanh
- Ý Lan
- Ý Linh
- Yến Khoa (Hoàng Châu)

## Vấn đề bản quyền
Làng Văn từng kiện VNG và kênh truyền hình Saigon Television vì sử dụng trái phép sản phẩm.